# Neoclytus suturalis
Neoclytus suturalis är en skalbaggsart som beskrevs av Fuchs 1963. Neoclytus suturalis ingår i släktet Neoclytus och familjen långhorningar. Inga underarter finns listade i Catalogue of Life.